# Fesztergom
A Fesztergom egy 1999 óta évente, Esztergomban megrendezésre kerülő könnyűzenei fesztivál. A rendezvény Esztergom belvárosában, a Prímás-szigeti sportcsarnok mellett kapott helyet, ahol az ingyenes sátorozási lehetőség is adott. Általában – a nulladik napon – a régióbeli zenekarok koncertjeivel indul. A fesztivál több helyszínen is zajlik egyszerre. Több színpadon, illetve hangszigetelt sátrakban, valamint karaoke és a házibuli-sátorban.

## Programok
A Fesztergom a rock-koncerteken túl egyéb programokat is kínál.
- A „FesztiMozi” ingyenes filmvetítés, amelyen főleg ismert, modern magyar filmeket mutatnak be.
- 2002 óta hagyománnyá vált a drogellenes kampány és a „kétparti” véradás Esztergomban és Párkányban.
- Sportesemények, mint a kispályás labdarúgó bajnokság, vízifoci.
- Karaoke, mű-rodeóbika, csocsó, környezetvédelmi előadás, tanácsadás és kézműves foglalkozások

## Eddigi együttesek a Fesztergomon

### 2001. június 21–23.
Tankcsapda, Boban Marković, P. Mobil, Tűzkerék XT, Heaven Street Seven, Neo, Sub Bass Monster, Alvin és a mókusok, Nulladik Változat, Quimby, Szépülő Városközpont, Kispál és a Borz, Anima Sound System, Besh o droM, Vidámpark, Est FM DJ-k (DJ Zero, Arabsanyi, Infra Gandhi)

### 2002. június 19–22.
FreshFabrik, Tankcsapda, Kispál és a Borz, Anima Sound System, Quimby, Neo, az eredeti felállásban játszó KFT, Venus, Dubcity Fanatikz, Emil.RuleZ!

### 2004. június 16–19.
Dinamix, Angelus, Empyema, Empathy, Sun Workshop, Tűzkerék XT, Stainless Steel, Heaven Street Seven,  Depresszió, Tankcsapda, Hooligans, Junkies, Cool Head Clan, Tequila & Chicken Brass, Szépülő Városközpont, Zanzibar, Anima Sound System, Amorf Ördögök, Bëlga, Hiperkarma, Graveyard at Maximum, Nulladik Változat, Másfél, Ghymes, Kispál és a borz, Neo, ColorStar, Le Panic

### 2005. június 15–18.
Flop, Angelus, Nulladik Változat, Nemtom, Wackor, Tűzkerék XT, Empyema, Left, Lopunk, Suck Us, Aurora, Sex Action, Watch My Dying, Ganxsta Zolee és a Kartel, No Exit, Stainless Steel, Amorf Ördögök, Kistehén Tánczenekar, Quimby, Cool Head Clan, Graveyard at Maximum, Depresszió, Republic, Longbow, Eleven Hold, Hooligans, Szépülő Városközpont, Kispál és a Borz, Bëlga

### 2006. június 15–17.
- 2006. június 15.: Harapunk, Aurora, MacSKAnadrág, Graveyard at Maximum, Left, Link-X
- 2006. június 16.: Depresszió, Coffee Shop, Bëlga, Kispál és a Borz, Heaven Street Seven, PASO
- 2006. június 17.: Mind The Gap, Watch My Dying, Wackor, Tankcsapda, Anima Sound System, Másfél, Brains

### 2007. június 21–23.
- 2007. június 21.: Anagramma (ex-Le Panic), Angelus, Empyema, Tűzkerék XT, Watch my Dying, Wackor, Cadáveres De Tortugas, Septic, Harapunk
- 2007. június 22.: Left, Graveyard at Maximum, Ossian, Tankcsapda, Depresszió, Kalapács, Aurora
- 2007. június 23.: California (SK), Alex & the Paid Holiday, Quimby, Kispál és a Borz, Heaven Street Seven, 30Y, Szépülő Városközpont

### 2008. június 19–21.
- 2008. június 19.: Angelus, 1killembrace, Watch My Dying, Graveyard at Maximum, Tűzkerék XT, Holly Shit
- 2008. június 20.: Magna Cum Laude, Bëlga, Kispál és a Borz, Neo, Szépülő Városközpont, Indiretta
- 2008. június 21.: Link X, Aurora, Depresszió, Hooligans, Ossian, Moby Dick, ManGod Inc.

## Külső hivatkozások
A Fesztergom hivatalos honlapja
Koordináták: é. sz. 47° 47′ 36″, k. h. 18° 44′ 04″47.793278°N 18.734306°E